# 尼加拉瓜文學
尼加拉瓜文學可追溯到前哥倫布時代的描述土著人民世界觀的神話和口頭文學。 而這些故事仍在尼加拉瓜為人所認識。 像許多拉丁美洲國家，西班牙征服者在文化和文學都有著重大影響。 尼加拉瓜文學中有許多重要西班牙語作家，如被認為是尼加拉瓜最重要作家的魯本·達里歐， 他被稱為 "現代主義之父" 去領導19世紀未的 modernismo 文學運動。 其他重要作家包括巴勃罗·安东尼奥·夸德拉、埃内斯托·卡德纳尔、塞尔希奥·拉米雷斯、希奥孔达·贝利等:184-186。